# Drosophila freycinetiae
Drosophila freycinetiae är en tvåvingeart som beskrevs av Elmo Hardy 1965. Drosophila freycinetiae ingår i släktet Drosophila och familjen daggflugor.
Artens utbredningsområde är Hawaii.